# Lycianthes reflexa
Lycianthes reflexa är en potatisväxtart som beskrevs av Henry Hurd Rusby. Lycianthes reflexa ingår i Himmelsögonsläktet som ingår i familjen potatisväxter. Inga underarter finns listade i Catalogue of Life.